# 哪吒闹海
《哪吒鬧海》，是中国上海美术电影制片厂於1979年根据《封神演义》片段改编的动画电影，全长65分钟。這部動畫電影是為庆祝中華人民共和國建国三十周年而摄制。1980年获第三届电影百花奖最佳美术片奖，是第一部入选康城影展的华语动画片。影片讲述了哪吒打败了为害人间的四海龙王，造福世人的故事。

## 内容概要
四海龙王操控风火雨雪，为害百姓。陈塘关李靖的夫人怀胎三年六个月，产下一个肉球，李靖用剑劈之，顿时奇光四溢，里面出来一个可爱的小男孩，太乙真人收其为徒，赐名哪吒，赠乾坤圈与混天绫两件法宝。
时天大旱，百姓求雨不得，东海龙王派寻海夜叉出来索要童男童女。寻海夜叉抓走童女，正好遇到哪吒在海边洗澡，被哪吒打回原形，仓皇逃回水晶宫向东海龙王报告，龙王大怒，派三太子敖丙出来查看。哪吒要龙宫交出童女，敖丙说童女已经被吃掉，哪吒大怒，打死敖丙，抽出龙筋。东海龙王得知后悲痛万分，上天庭去告御状。太乙真人告知哪吒，哪吒半路擒住龙王，要龙王发誓不再为害人间。龙王假意答应，脱身后召集南海龙王、西海龙王和北海龙王来陈塘关找李靖算账，要李靖杀掉哪吒，否则就毁灭陈塘关。哪吒被逼自刎，四海龙王得意而回，并要陈塘关送上童男童女给三太子办丧事。
哪吒的灵魂被仙鹤送到乾元山金光洞，太乙真人用莲藕、荷叶重塑了哪吒的肉身，哪吒复活。太乙真人又送火尖枪、风火轮两样法宝，传授哪吒三头六臂的化身。哪吒杀回东海，战败四海龙王，从此龙王不再为害世人，人间风调雨顺。

## 主创人员
- 导演：王树忱、严定宪、阿达（徐景达）
- 编剧：王往
- 美术总设计：张仃
- 美术设计：阎善春、陈年喜、黄炜、秦一真
- 动画设计：林文肖、常光希、朱康林、马克宣、张澋沅、浦家祥、陆青、陈光明、范马迪、潘积耀、杜春甫、范本新、庄欢瑾、蒋采凡、杨素英
- 摄影：段孝萱、蒋友毅、金志成
- 绘景：高阳、江爱坚、胡永凯
- 录音：侯申康
- 剪辑：李开基、肖淮海
- 效果：张元浩
- 制片：刘桂美
- 作曲：金复载
- 演奏：上海电影乐团
- 指挥：王永吉

## 荣获奖项
- 1980年电影百花奖最佳美术片奖
- 文化部1979年优秀影片奖
- 青年优秀创作奖
- 1983年菲律宾马尼拉国际电影节特别奖
- 1988年法国布尔波拉斯文化俱乐部青年国际动画电影节评委奖&宽银幕长篇动画片奖

## 影响
2014年5月30日，Google香港和台湾的首页首次展示了以哪吒形象为主题的涂鸦（Google Doodle列表）：《哪吒闹海》公映35周年，“Google”字样由哪吒的混天绫缠绕而成，并以动画形式播放哪吒在海面挥舞火尖枪的形象。
2021年8月，《动画——哪吒闹海》特种邮票发行，一套共6枚，全套邮票面值6.40元，计划发行690万套。6枚邮票主题为动画中哪吒出世、童年游趣、擒拿敖丙、斗战龙王、哪吒重生、定海安民的故事情节。

## 节目变迁
| 重温经典频道 动画剧场 週一至週日 18:00-19:00 | 重温经典频道 动画剧场 週一至週日 18:00-19:00                     | 重温经典频道 动画剧场 週一至週日 18:00-19:00 |
| -------------------------------------------- | ---------------------------------------------------------------- | -------------------------------------------- |
|                                              | 哪吒闹海 （2024.5.1）                                            |                                              |
| 西游记 （2024.3.21 - 2024.4.30）             | 西游记 （2024.5.2 - 2024.5.11） 天书奇谭 （2024.5.2 - 2024.5.3） |                                              |